# Вацлав Брабець
Вацлав Брабець-Барон (чеськ. Václav Brabec; 19 грудня 1906, Крочеглави — 13 жовтня 1989) — чеський футболіст, гравець збірної Чехословаччини.

## Футбольна кар'єра
Починав у СК «Крочеглави». У 1928 році перейшов до клубу «Богеміанс» Прага, де забив 5 голів до кінця сезону 1928/1929. У сезоні 1929/1930 він грав за празьку «Спарту» і зіграв в єдиному матчі в складі національної збірної в матчі проти Італії (2:4) в Болоньї. З сезону 1930/31 по 1932/33 він грав за «Наход», потім знову за «Богеміанс», французький «Олімпік» (Алес), втретє за «Богеміанс» і «Кладно».

## Статистика виступів
| Сезон                             | Матчі | Голи | Клуб           |
| --------------------------------- | ----- | ---- | -------------- |
| Середньочеська перша ліга 1928/29 | 1     | 0    | Спарта Прага   |
| Середньочеська перша ліга 1928/29 | 9     | 4    | АФК Вршовіце   |
| Чемпіонат Чехословаччини 1929/30  | 6     | 3    | Спарта Прага   |
| Чемпіонат Чехословаччини 1930/31  | 6     | 1    | Наход          |
| Чемпіонат Чехословаччини 1931/32  | 16    | 7    | Наход          |
| Чемпіонат Чехословаччини 1932/33  | 2     | 1    | Наход          |
| Чемпіонат Чехословаччини 1932/33  | 12    | 2    | АФК Богеміанс  |
| Чемпіонат Чехословаччини 1933/34  | 11    | 3    | АФК Богеміанс  |
| Ліга 1 1934/35                    | 1     | 0    | Олімпік (Алес) |
| Чемпіонат Чехословаччини 1934/35  | 7     | 1    | АФК Богеміанс  |
| Чемпіонат Чехословаччини 1934/35  | 1     | 0    | Кладно         |
| РАЗОМ                             | 72    | 22   |                |